# Даниелян, Микаэл
Микаэл Даниелян (17 февраля 1959—24 августа 2016) — армянский правозащитник, основатель Хельсинкской Ассоциации в Армении.

## Биография
Микаэл Даниелян родился 17 февраля 1959 в г. Ереван, Армения. Закончил Ереванский политехнический институт, получил диплом экономиста.

## Общественная деятельность
Правозащитной деятельностью Микаэл Даниелян занимался с конца 80-х годов. В 1991 он работал корреспондентом в российском правозащитном издании «Экспресс-Хроника», которым тогда руководил Александр Подрабинек. В 1995 г. стал одним из учредителей Хельсинкского Комитета Армении, но из за разногласий с другими учредителями в 1996 г. покинул эту организацию и в том же году создал организацию Хельсинкская Ассоциация, которой руководил вплоть до своей смерти в 2016 г. Микаэл Даниелян являлся одним из наиболее авторитетных правозащитников Армении и на его отчеты о ситуации с правами человека часто ссылались в официальных отчетах зарубежные миссии и международные организации. В 2004 г. и 2008 г. на Микаэла Даниеляна было совершено нападение, которое по оценке зарубежных исследователей правозащитного движения в постсоветских странах было однозначно оценено как репрессии в отношении инакомыслящих гражданских лидеров.

## Премии
В 1998 г. Хельсинкская Ассоциация была удостоена совместной премии правительства США и ЕС «Демократия и гражданское общество». В 2008 г. Микаэл Даниелян стал первым лауреатом премии «Защитник свобод», учрежденной посольством США в Армении, в том числе и за вклад в защиту гражданских прав граждан в период протестов после президентских выборов в Армении 2008 года.

## Смерть
Микаэл Даниелян скончался 24 августа 2016 от сердечного приступа.